# ガストン・ビヨット
ガストン・アンリ・ギュスターヴ・ビヨット（Gaston Henri Gustave Billotte, 1875年2月10日 - 1940年5月23日）は、フランス陸軍の軍人で最終階級は陸軍上級大将。第二次世界大戦では1940年5月フランス戦役で第1軍集団司令官を務めていたが、ダンケルクの戦い前後に交通事故死した。
息子のピエール・ビヨット（1906年 - 1992年）はフランス軍将軍および政治家をつとめている。

## 経歴
1875年、オーブ県にてブルゴーニュ起源の家族の公立学校長の息子として生まれる。

### 軍歴
1896年にサン・シール陸軍士官学校を卒業した後、海兵歩兵連隊に配属される。ビヨットはトンキンそして中国に派遣される。フランスに帰国後の1906年から1907年には陸軍大学校（fr:École de guerre）に在学する。1911年から1913年まで大隊長としてトンキンで勤務し、そして1915年には占領軍の一員としてモロッコに派遣される。
第一次世界大戦では、1915年に陸軍中佐となり大本営（GQG）に配属され、海外作戦戦域部長となる。1916年に陸軍大佐に昇進し前線集団局第3部長となる。1918年に歩兵連隊長となりケメル山（fr:Mont Kemmel）にてマスタードガスの攻撃を受ける。
戦後、1919年4月から1920年12月にかけてポーランド・ソビエト戦争でのフランス軍事顧問団の一員として派遣される。1920年7月に陸軍少将に昇進する。1921年2月から6月にかけてはチュニスに駐屯するチュニジア第1歩兵旅団長として勤務する。1921年6月から1923年11月までレバント第2師団長となる。第3次リーフ戦争では1925年から1926年の1年近くの間モロッコでの軍事行動に従事する。1927年に陸軍中将に昇進し植民地軍参謀本部で勤務する。1927年12月に第10植民地師団長に、1929年5月には第3植民地師団長に任命される。1930年にインドシナ駐留軍司令官となる。同年6月14日に陸軍大将(général commandant de corps d'armée)に昇格する。
帰国後、1933年11月4日に陸軍上級大将(général commandant d'armée)に昇格し同時に陸軍高等会議の一員となる。1936年2月から1937年12月にかけて植民地防衛諮問委員会の会長を務める。1937年2月、活動維持幹部会に配属される。1937年11月17日、パリ軍事総督に任命される。

### 第二次世界大戦
1939年9月、第二次世界大戦が勃発し北海からムーズ県モンメディ一帯まで展開する第1軍集団司令官に任命される。1939年12月にはポーランド戦役の教訓を引き出し、機甲部隊を用いた内容の報告書を上官であるモーリス・ガムランとアルフォンス・ジョルジュ将軍に提出する。この報告書においてポーランド側は防御に適していない地形であることを強調し、要塞防備と対戦車火器の欠乏がドイツ軍の急速な勝利につながったとし、ベルギーの状況がこれに類似していると判断した。この報告でビヨットは正確にドイツ軍の戦車保有数（約2,000輌）を推定している。「数字上、特に技術的に見た場合、ドイツ軍は5個機甲師団の保有は疑いようが無く、それらに対抗する我が軍は3個機械化師団しか持たないが戦術的にそれが真実ではない」。
フランス戦役では、1940年5月10日にディール計画に基づいて隷下の第1、第7および第9軍にブレダ方面への機動を命じた。だがこの判断は誤りであった。ドイツ軍の主攻撃軸はムーズ正面、特にスダンに向けられていたため、この機動はドイツ軍の進撃を容易くしてしまった。その後、沿岸方面へ向かおうとしているドイツ軍機甲部隊に対して防備を固めるべく再編成を実施する。5月19日、ビヨットはマキシム・ウェイガン将軍主催のイーペルでの会議に出席し、ドイツ軍機甲師団の後部を遮断すべく反攻作戦が練られた。会議から戻り、5月21日夜から22日の間、彼の乗車はベルギーのバイユール近くにあるローケル村（Locre）にて軍用トラックと衝突する事故を起こした。ビヨットは重傷を負って昏睡状態に陥り、2日後にイーペルの病院で亡くなった。
ベルギー軍によるレイエ川での敗北後、戦線は突破されベルギー王レオポルド3世は5月28日に降伏する。その後、6月3日にダンケルクの戦いは終結した。